# مرکز اسلامی هامبورگ
مرکز اسلامی هامبورگ (به آلمانی: Islamisches Zentrum Hamburg e.V.) یک مؤسسه اسلامی در آلمان و یکی از قدیمی‌ترین مساجد شیعیان در اروپا است. اداره امنیت داخلی هامبورگ در ۱۶ ژوئیه ۲۰۲۱ اعلام کرد به اسنادی دست یافته که نشان می‌دهند این مسجد یک مرکز مستقیم فعالیت‌های جمهوری اسلامی ایران در آلمان است و از ساختارهای محلی حزب‌الله که فعالیت آن در آلمان ممنوع شده، پشتیبانی می‌کند. آژانس اطلاعات هامبورگ که طی چند دهه فعالیت مرکز اسلامی هامبورگ را زیر نظر داشته، به این نتیجه‌گیری رسیده که این مرکز به صورت مستقیم از علی خامنه‌ای دستور می‌گیرد. فعالیت این مرکز در ۲۴ ژوئیه ۲۰۲۴ به اتهام حمایت از تروریسم، به دستور اداره فدرال امور داخلی آلمان ممنوع اعلام شد. رهبران احزاب و رسانه‌های آلمان از بسته شدن این مرکز استقبال کردند. به دنبال آن عضویت این مرکز در شورای مرکزی مسلمانان آلمان لغو شد. در واکنش به این حرکت، دولت جمهوری اسلامی ایران نیز در ۳۰ مرداد ۱۴۰۳ فعالیت مؤسسه آموزش زبان آلمانی را ممنوع اعلام کرد.

## پیشینه
طی جلسه‌ای که توسط ایرانیان در هتل آتلانتیک کمپینسکی هامبورگ در سال ۱۳۳۲ برگزار شد، تصمیمی بنا بر تشکیل یک مرکز اسلامی و مسجدی برای ایرانیان مقیم این شهر گرفته‌شد. بعدها تصمیم بر گسترده‌تر شدن فعالیت مرکز برای همه مسلمانان هامبورگ شد. در ادامه طی نامه‌ای این پیشنهاد به اطلاع سید حسین بروجردی رسید. او در نامه‌ای ضمن موافقت خود با این طرح، فرستاده‌ای را به نام محمد محققی لاهیجی برای انجام این کار تعیین کرد. این فرستاده از نخستین سفرای شیعه در اروپا در سده ۲۰ میلادی بود. برای ساخت و اداره این مرکز هیئت امنایی نه نفره تشکیل شد که نخستین رئیس هیئت امنای مرکز اسلامی بر عهده حاج علینقی کاشانی پدربزرگ مادری محمدجواد ظریف، وزیر امورخارجه پیشین ایران بود.
در مهر ۱۳۳۶ هیئت‌مدیره زمینی را به ارزش ۲۵۰ هزار مارک خریداری کرد و در ۲۳ بهمن ۱۳۳۸ محمد محققی نماینده سید حسین بروجردی و هم‌زمان با سفر شاه به هامبورگ و با دعوت از او برای زدن کلنگ مسجد، ساخت مسجد آغاز شد. این مجموعه پس از درگذشت بروجردی در سال ۱۳۴۰ با مشکلات مالی مواجه شد و به تعطیلی موقت آن انجامید.
در شهریور ۱۳۴۰ هیئت‌مدیره مسجد که برای ساخت آن به مشکلات شدید مالی برخورده بودند طی نامه‌ای از محمدتقی فلسفی درخواست کمک مالی کردند و موضوع وارد رسانه‌ها شد. پس از آن هیئت‌مدیره به صورت مرتب در رسانه‌ها از مردم تقاضای یاری می‌کرد تا بتواند کار ساخت بنا را به پایان ببرد. محمد خسروشاهی از اعضای هیئت امنای این مرکز در سال ۱۳۴۲ با تصویب قانونی در مجلس شورای ملی و افزودن قیمت قند و شکر به میزان ۱ ریال مبلغ مورد نیاز را برای ساخت این مسجد تأمین کرد. پس از آن مجلس شورای ملی در بودجه سال ۱۳۴۴ خود مبلع ۲۰۰ هزار تومان برابر با ۱۰۰ هزار مارک آلمان را تصویب کرد. از جمله موافقان این بودجه می‌توان به محمد اسماعیل معینی‌زند و عباس اسدی سمیع و مخالفان آن می‌توان به سید حسن مصطفوی نائینی اشاره کرد که در انتها با توضیح عباس اسدی سمیع مخبر کمیسیون و توضیح مبنی بر کمک شاه برای ساخت این بنا موضوع به تصویب می‌رسد.  سرانجام مرکز اسلامی هامبورگ در ۱۹ بهمن ۱۳۴۴ با ثبت در دفاتر رسمی آلمان فعالیت تبلیغی و مذهبی خود را آغاز کرد.

## وقایع

### اعتراض به برگزاری مراسم قاسم سلیمانی
این مرکز به دنبال مراسمی که برای کشته شدن قاسم سلیمانی برگزار کرده‌بود، مورد شکایت قرار گرفت.
بعد از کشته شدن قاسم سلیمانی، مرکز اسلامی هامبورگ مراسمی برای او در مسجد امام علی هامبورگ برگزار کرد، انجمن کردهای آلمان شکایت کرد که این مرکز از احساسات مذهبی سوء استفاده می‌کند و به دنبال آن نامزدهای اصلی احزاب دموکرات مسیحی و دموکرات آزاد آلمان از هامبورگ قصد دارند در چارچوب ائتلافی احتمالی، قراردادهای منعقد شده از سوی هامبورگ با انجمن‌های اسلامی این شهر را لغو کنند.

### اخراج معاون
رسانه‌های آلمان گفته‌اند که به سلیمان موسوی‌فر معاون مرکز اسلامی هامبورگ دستور داده شده تا به دلیل حمایت از سازمان‌های افراطی و تروریستی شیعه، در اسرع وقت خاک آلمان را ترک کند. وی در صورت تخلف ممکن است به سه سال زندان محکوم شود.

### اخراج از شورای جوامع اسلامی هامبورگ
در آبان ۱۴۰۱ رئیس هیئت‌مدیره شورای جوامع اسلامی هامبورگ، متشکل از چند مساجد و موسسات اسلامی در هامبورگ، خروج مرکز اسلامی هامبورگ از این شورا را اعلام کرد.

### یورش پلیس در پی اتهام رابطه با حزب‌اللّه لبنان
پلیس آلمان در روز ۲۵ آبان ۱۴۰۲ در عملیاتی هماهنگ‌شده در ۷ استان این کشور به مرکز اسلامی هامبورگ و ۵ سازمان که وابسته به آن هستند یورش برد و اسنادی از قبیل تلفن همراه و رایانه را مصادره کرد. دلیل این یورش ارتباط مشکوک حزب‌الله و حماس با این مرکز اعلام شد. این اتفاق تقریباً یک ماه پس از حمله حماس به اسرائیل صورت گرفت.
اداره امنیت داخلی هامبورگ (نهاد حمایت از قانون اساسی) از روابط شخصی و عقیدتی بین مرکز اسلامی هامبورگ و حزب‌الله گزارش داده است. بر پایه یافته‌های این نهاد، مرکز اسلامی هامبورگ از ساختارهای محلی حزب تروریست حزب‌الله فعالیت آن ممنوع شده، پشتیبانی می‌کند. در مه ۲۰۲۱ وزارت کشور آلمان اعلام کرد که این مرکز برای حزب‌الله لبنان در آلمان کمک‌های مالی جمع‌آوری می‌کند. طبق این گزارش اداره امنیت داخلی هامبورگ می‌گوید به اسنادی دست یافته که نشان می‌دهند این مسجد مرکز مستقیم فعالیت‌های رژیم اسلامی ایران در آلمان است.

### ممنوعیت فعالیت و یورش به دفاتر کار
در ۳ مرداد ۱۴۰۳ نانسی فزر، وزیر امور داخلی آلمان، فعالیت این دفتر و زیرمجموعه‌های آن را ممنوع اعلام کرد. در اعلامیه وزارت امور داخلی آلمان دلیل این ممنوعیت اسلام‌گرایی افراطی و دنبال‌کردن اهداف مغایر با قانون اساسی آلمان ذکر شد. در پی این ممنوعیت پلیس به ۵۳ مورد از اماکن مرتبط با این سازمان یورش برد و آنها را مورد بازرسی قرار داد. وزیر کشور آلمان با صدور بیانیه‌ای اعلام کرد که مدارک جمع‌آوری‌شده در تحقیقات ظن‌های جدی را به حدی تأیید کرد که ما امروز دستور ممنوعیت را صادر کردیم.

### حکم اخراج رئیس مرکز اسلامی هامبورگ از آلمان
در ۸ شهریور ۱۴۰۳ وزارت امور داخلی هامبورگ حکم اخراج محمدهادی مفتح رئیس مرکز اسلامی هامبورگ را ابلاغ کرد و به او ۱۴ روز مهلت داد تا خاک آلمان را ترک کند. در ۲۱ شهریور ۱۴۰۳ محمدهادی مفتح خاک آلمان را ترک کرد.

## رئیسان مرکز اسلامی هامبورگ
رئیسان و امامان این مرکز اسلامی همواره از کشور ایران به آلمان اعزام می‌شوند. مسئولان و امامان این مرکز عبارت اند از:
- محمد محققی لاهیجی (از زمان تأسیس تا ۱۹۶۵)
- سید محمد حسینی بهشتی (از سال ۱۹۶۵ تا سال ۱۹۷۰)
- محمد مجتهد شبستری (از سال ۱۹۷۰ تا سال ۱۹۷۸)
- سید محمد خاتمی (از سال ۱۹۷۸ تا سال ۱۹۸۰)
- محمدعلی مقدم (از سال ۱۹۸۰ تا سال ۱۹۹۲)
- محمدباقر انصاری (از سال ۱۹۹۲ تا سال ۱۹۹۹)
- سید رضا حسینی‌نسب (از سال ۱۹۹۹ تا سال ۲۰۰۳)
- سید عباس حسینی قائم‌مقامی (از سال ۲۰۰۴ تا ۲۰۰۹)
- رضا رمضانی (از سال ۲۰۰۹ تا ۲۰۱۸)[۳۵]
- محمدهادی مفتح (از سال ۲۰۱۸ تا ۲۰۲۴)

## نگارخانه

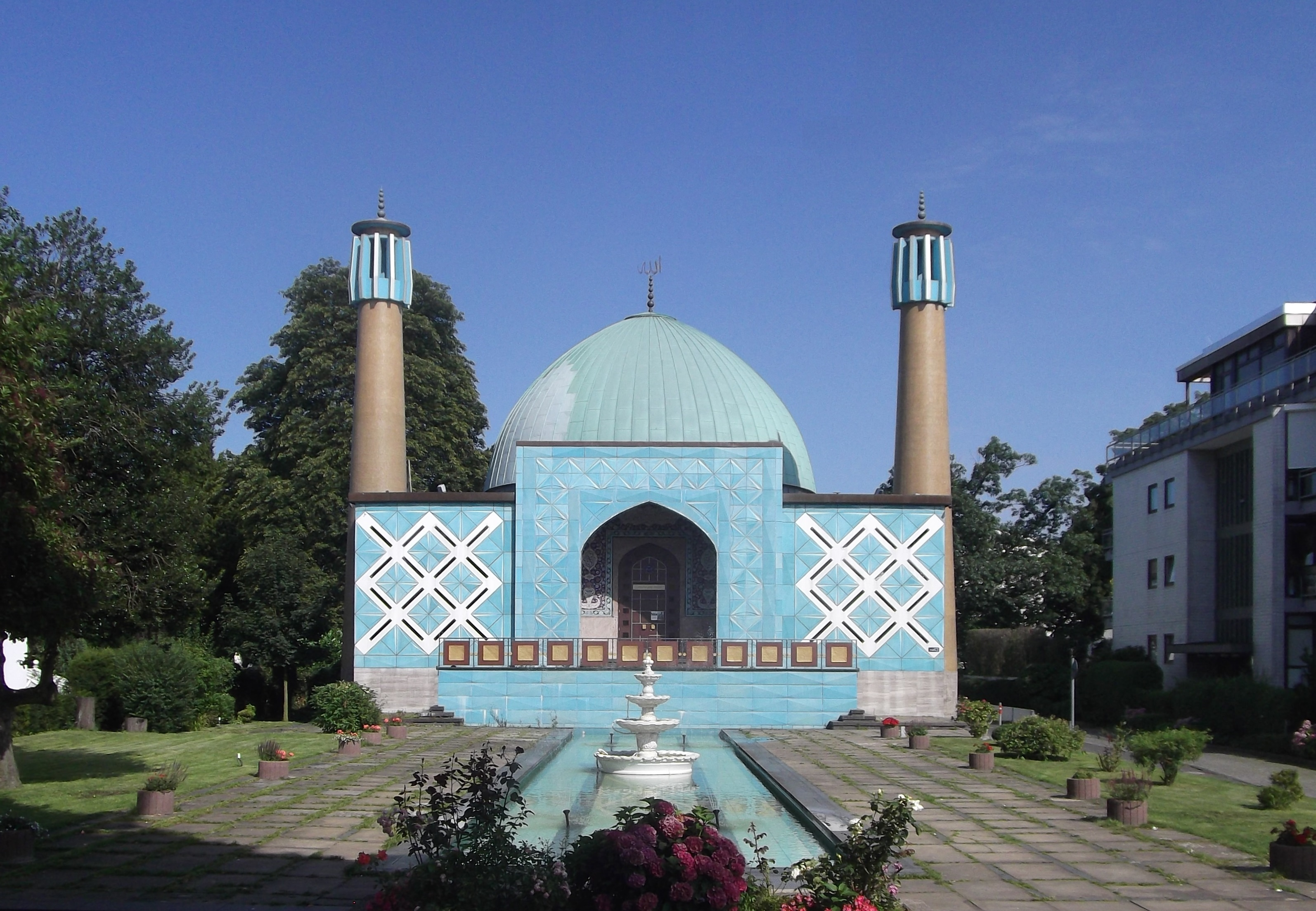
مسجد امام علی
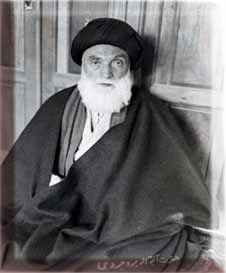
سید حسین طباطبایی بروجردی، مؤسس مرکز اسلامی هامبورگ
محمّد محققی لاهیجی، نخستین امام و مدیر مرکز اسلامی هامبورگ
سید محمد حسینی بهشتی، از امامان مرکز اسلامی هامبورگ
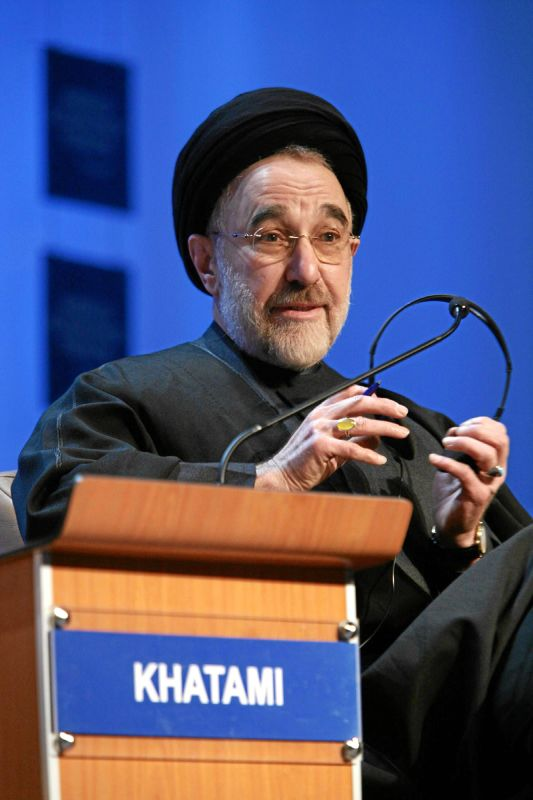
سید محمد خاتمی، از امامان مرکز اسلامی هامبورگ